# کوهی تسوکا
کوهی تسوکا (انگلیسی: Kōhei Tsuka; ۲۴ آوریل ۱۹۴۸ – ۱۰ ژوئیهٔ ۲۰۱۰) نمایشنامه‌نویس، فیلم‌نامه‌نویس، کارگردان نمایش، رمان‌نویس، ترانه‌سرا، و نویسنده اهل کره جنوبی بود.